# التقسيم الإداري في ألمانيا

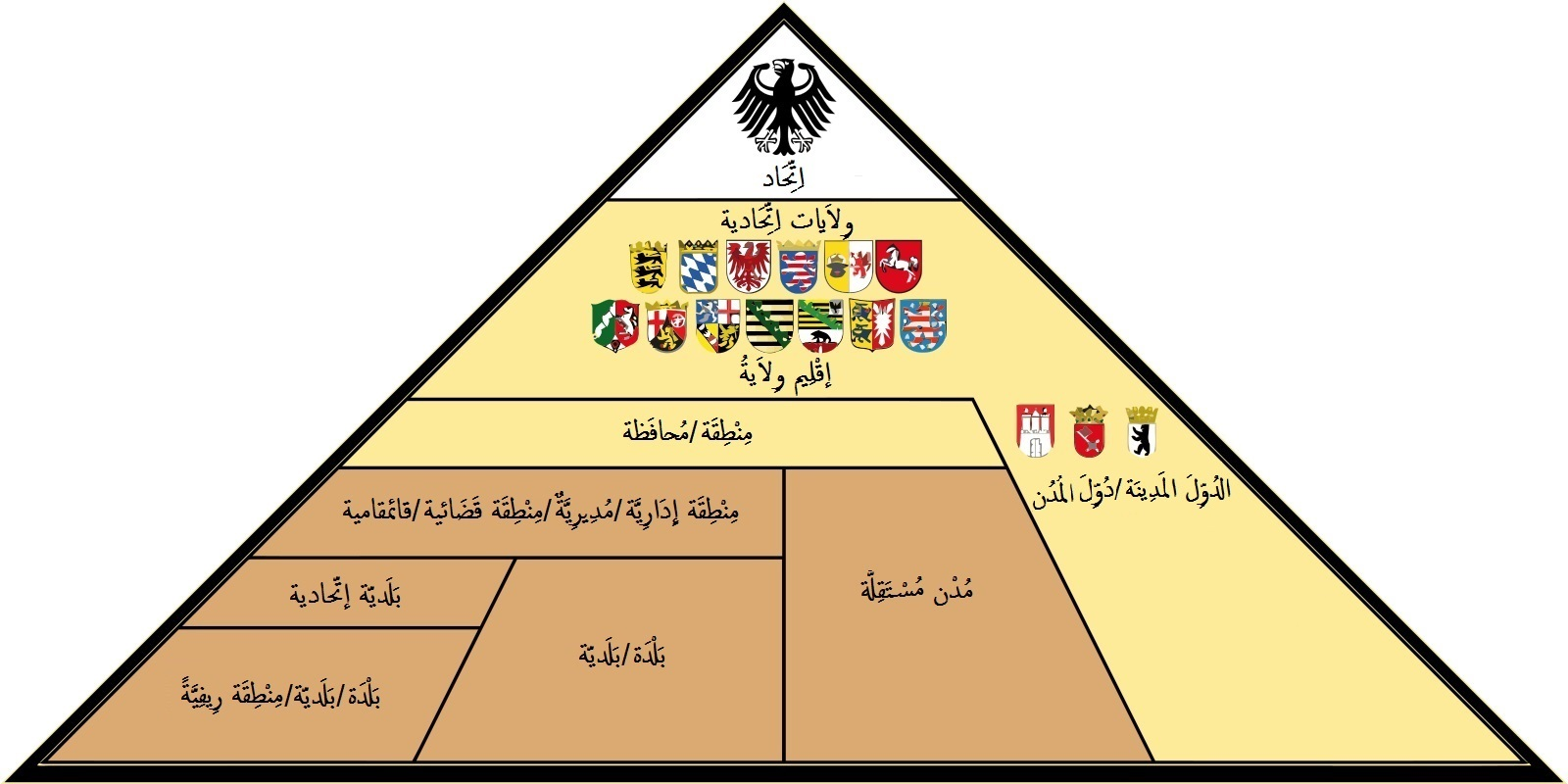
التقسيم الإداري بشكل عمودي

التقسيم الإداري بشكل عمودي (باللغة الألمانية)

يصف التقسيم الإداري لألمانيا (بالألمانية: Verwaltungsgliederung Deutschlands) الهياكل الإدارية العمودية الموجودة في جمهورية ألمانيا الاتحادية.

## التقسيم الإداري للولايات
لكل ولاية في جمهورية ألمانيا الاتحادية هيكلها الإداري الخاص بها. هياكل الولايات المختلفة قابلة للمقارنة جزئيا فقط.
ومع ذلك، وفقا لمبدأ الإقليمية في جميع الولايات، ينبغي أن يكون نطاق الصلاحيات الإقليمي للسلطات العامة والخاصة  فضلاً عن مختلف السلطات ذات الصفة الخاصة متطابقاً إقليمياً وأن تكون تلك السلطات المختلفة مسؤولة عن نفس المنطقة الجغرافية ("التطابق الجغرافي الإداري").
توجد بلديات في جميع الولايات والتي هي مطابقة لما هو موجود في المدن الولايات برلين وهامبورغ. تنقسم المدينة الهانزية الحرة بريمن إلى مدينتين فقط (بريمن وبريمرهافن). في ال13 ولاية الأخرى (الدول الإقليمية)، يتم تجميع البلديات الصغيرة في مناطق أو رابطات من البلديات.
المجتمعات الصغيرة والصغيرة جداً من بلديات وبلدات وقرى تتبع لمكتب أو إدارة مماثلة. يوجد تحت ضمن نطاق البلديات وحدات إدارية إضافية في المدن الكبرى. في بعض الولايات توجد إدارات فوق مستوى المحافظة/المقاطعة.

## استقلال الاتحاد والولايات
يتميز الهيكل الإداري بكونه يحتاج إلى التمييز بين اثنين من المستويات الحكومية (الاتحاد والولايات) بسبب كون ألمانيا دولة اتحادية.
لا تشكل الولايات قسمًا إداريًا للحكومة الاتحادية بالمعنى التنظيمي، ولكن على الأكثر بالمعنى الوظيفي للإدارة الاتحادية من قبل إدارة الدولة.
من الناحية التنظيمية يجب التمييز:
- الإدارة على مستوى الاتحاد (كامل الدولة)
  - الإدارة الاتحادية المباشرة (من قبل السلطات الاتحادية)
  - الإدارة الاتحادية غير المباشرة (خاصة من خلال الهيئات الاتحادية المباشرة)
- الإدارة على مستوى الولايات
  - إدارة الولايات المباشرة (من قبل سلطات ومؤسسات الولايات)
  - إدارة الولايات غير المباشرة (خاصة من قبل السلطات المحلية والبلدية)

من الناحية الوظيفية يمكن التمييز بين:
- الإدارة الاتحادية من قبل الهيئات الاتحادية
- الإدارة الاتحادية من قبل الهيئات في الولايات نيابة عن الهيئات الاتحادية
- الإدارة الاتحادية من قبل الهيئات في الولايات كشؤون منفصلة القيادة الاتحادية
- إدارة الولايات من قبل الهيئات في الولايات

## نظرة عامة على المستويات الإدارية

التقسيم السياسي لألمانيا إلى ولايات والمناطق الإدارية وأقضية والمدن المستقلة

1. Bund: الاتحاد، على مستوى كل ألمانيا، باعتبارها دول اتحادية.
2. Land: الولاية، على مستوى الولايات الست عشرة
3. سلطة إدارية على المستوى المتوسط
  1. Regierungsbezirk: محافظة / منطقة إدارية، فقط في بادن-فورتمبيرغ وبافاريا وهسن وشمال الراين-وستفاليا
  2. Aufsichts- und Dienstleistungsdirektion: مكتب/مديرية الإشراف والخدمات، فقط في راينلند بالاتينات
  3. Landesverwaltungsamt: مكتب/مديرية إدارة الولاية، فقط في ساكسونيا أنهالت وتورينغن
  4. Struktur- und Genehmigungsdirektion: مكتب/مديرية الهيكل الإداري والموافقة، فقط في راينلند بالاتينات
4. سلطة إدارية على المستوى الأدنى 
  1. Landrat: مدير قضاء/ مدير منطقة
  2. Oberbürgermeister: رئيس مجلس البلديات كمدير لإدارة على المستوى الأدنى في الولاية
5. البلديات المحلية على المستوى العلوي
  1. Landschaftsverband: إدارة الإقليم/المقاطعة فقط في شمال الراين-وستفاليا
  2. Bezirk: منطقة فقط في بافاريا
  3. Bezirksverband Pfalz: منطقة فقط في راينلند بالاتينات
6. مستوى المقاطعة/المنطقة
  1. Landkreis: قضاء/منطقة/ناحية، فقط في بادن-فورتمبيرغ وبافاريا وراينلند بالاتينات وهسن ومكلنبورغ فوربومرن وسكسونيا السفلى وسارلاند وساكسونيا أنهالت وساكسونيا وتورينغن.
  2. Kreis: ناحية/إدارة، فقط في شمال الراين-وستفاليا وشلسفيغ هولشتاين
  3. Kreisfreie Stadt: قضاء/منطقة/ناحية مدينة مستقلة/حرة، فقط في بافاريا وراينلند بالاتينات وهسن ومكلنبورغ فوربومرن وسكسونيا السفلى وساكسونيا أنهالت وساكسونيا وتورينغن وشلسفيغ هولشتاين وشمال الراين-وستفاليا وبريمرهافن.
  4. Stadtkreis: قضاء/منطقة/ناحية مدينة، فقط في بادن-فورتمبيرغ.
  5. Stadtgemeinde: بلدة/بدلية/بلدة بمستوى مدينة، فقط في بريمرهافن.
  6. Region Hannover: منطقة هانوفر، فقط في سكسونيا السفلى.
  7. Regionalverband Saarbrücken: مقاطعة سارلاند (مجموعة مدن وبلدات) في ولاية سارلاند.
  8. Städteregion Aachen: مقاطعة آخن (مجموعة مدن وبلدات) في ولاية شمال الراين-وستفاليا.
7. وحدات إدارية بين البلدية/البلدة والمنطقة/المحافظة:
  1. Amt: نوع من التعاون الإداري بين المناطق أو البلدات، فقط في براندنبورغ ومكلنبورغ فوربومرن وشلسفيغ هولشتاين.
  2. Gemeindeverwaltungsverband: رابطة إدارية لبلديات/لبلدات، فقط في بادن-فورتمبيرغ وهسن.
  3. Samtgemeinde: قطاع إداري في سكسونيا السفلى
  4. Verbandsgemeinde: رابطة بلديات/بلدات في راينلند بالاتينات وساكسونيا أنهالت
  5. Vereinbarte Verwaltungsgemeinschaft: مجتمع إداري متفق عليه، فقط في بادن-فورتمبيرغ.
  6. Verwaltungsgemeinschaft: رابطة/مجمع إداري عبارة عن تعاونية بين البلديات، فقط في بافاريا وساكسونيا وتورينغن.
  7. Verwaltungsverband: رابطة/مجمع إداري أو اتحاد إدارات، فقط في ساكسونيا
8. مستوى البلديات المحلية/مستوى المجتمع المحلي:
  1. Gemeinde: بلدية/بدلة/ناحية/منطقة ريفية
  2. Stadt: مدينة
  3. Markt: بلدية/بدلة/ناحية/منطقة (تعود التسمية تاريخياً إلى أنه كانت تقام المدن حيث تقام الأسواق أو كان المكان الذي تقام فيه الاسواق مكان مركزي يأتي الناس إليه من باقي القرى)
  4. Stadtgemeinde: بلدية/جماعة حضرية/بلدية بمستوى مدينة، فقط في بريمن.
  5. Land: بلد/أرض/ولاية ،فقط في برلين
  6. Freie und Hansestadt: مدينة هانزية ومدينة مستقلة/حرة، فقط في هامبورغ
9. الوحدات الإدارية للبلديات الفرعية:
  1. Bezirk: منطقة/إدارة تتبع إدارة أعلى، فقط في برلين وهامبورغ
  2. Ortsbezirk: مناطق/مقاطعات محلية، فقط في هسن وراينلند بالاتينات